# Patentregister
Patentregister sind öffentlich einsehbare und durchsuchbare Verzeichnisse, die wenigstens formale Informationen (Bibliographie) zu Patenten und ihren Anmeldungen bereithalten. Oft bieten sie in einem erweiterten Bestand auch umfangreiche inhaltliche Informationen. Im deutschen Jargon werden sie manchmal als "Rolle" bzw. "Patentrolle" angesprochen. Auch für Marken und für Designs (früher "Geschmacksmuster") gibt es Register.

## Zweck, Rechtsgrundlage
Patente und ihre Anmeldungen sind territorial wirkende Verbietungsrechte auf als patentwürdig erachtete Erfindungen. Als solche können sie einerseits markante gewerbliche Auswirkungen auf jedermann in einem gewissen Territorium haben. Da andererseits Erfindungen und darauf basierende Rechte immaterieller Natur sind, ist für sie a priori nicht erkennbar,
- welchen inhaltlichen Umfang diese Rechte haben,
- wer Inhaber (Eigentümer) dieser Rechte ist,
- wann sie entstanden sind, wie der momentane Status ist, wie lange sie laufen etc.

Die obigen Umstände führen dazu, dass ein massives faktisches Interesse daran besteht, Informationen formaler und inhaltlicher Natur zu Patenten zugänglich zu machen. Neben dem faktischen Interesse existiert auch das allgemeine rechtsstaatliche Erfordernis der Rechtssicherheit, also der rechtlichen Planbarkeit von Vorhaben. Amtlich geführte Patentregister dienen u. a. diesen Interessen und Notwendigkeiten. Durch jeweilige Gesetze ist heute allen wichtigen Patentämtern der Welt aufgegeben, ein Register zu den von ihnen verwalteten Patenten und Anmeldungen zu pflegen.
Im deutschen Patentrecht ist ein Register in § 30 PatG gefordert. Im Europäischen Patentübereinkommen ist ein Patentregister in Art. 127 EPÜ gefordert.

## Arten, Abgrenzung

### Vordigitales Zeitalter
Im vordigitalen Zeitalter wurden Register papiern geführt und Formaldaten daraus (Zeitangaben, Inhaber, Status, rudimentäre Inhaltsangaben, …) periodisch (für Deutschland z. B. wöchentlich) als abonnierbare Hefte und – später – auch auf Mikrofiche zugänglich gemacht. Im deutschen Jargon wurden diese Verlautbarungen „Patentblatt“ genannt. Sortierkriterium hier war die Klassifikationsangabe und Anmelderangaben, so dass Wettbewerber sich zu interessierenden technischen Gebieten und zu interessierenden Konkurrenten up-to-date halten konnten. Außerdem wurden an einigen Orten die gedruckten Patentanmeldungen und Patente auch wieder nach Klassen sortiert papiern vorgehalten, so dass dort Anmeldungen vollinhaltlich eingesehen werden konnten. Bei weitergehendem Interesse konnte Akteneinsicht beantragt werden.
Aus Rechtsgründen sowie zur internetunabhängigen Dokumentation bieten verschiedene Patentämter nach wie vor Registerinformationen elektronisch als heftartig periodisch downloadbare .pdfs an, sie werden teils immer noch „Patentblatt“ genannt.

### Situation heute: Datenbanken und Internet
Die amtlichen Register werden heute elektronisch geführt. Viele Ämter sind auch dazu übergegangen, mindestens den eigenen Bestand elektronisch und dann auch über das Internet zugänglich zu machen. Es kamen dann auch verschiedene Ämter auf den Gedanken, die eigenen Bestände mit denen anderer Ämter zu vereinen, so dass heute verschiedene amtliche Datenbanken existieren, die teils ähnlich, teils unterschiedlich sind.
Da das Betreiben von Datenbanken auch privatwirtschaftlich gewerblich betrieben wird, entstand auch das Bedürfnis privater Betreiber, Patentinformationen in eigene Datensammlungen zu übernehmen.

#### Amtlich gepflegte Register
In den meisten Ländern der Erde gibt es Patentämter, die für die Pflege des Bestands an für das jeweilige Territorium geltenden Patente und Anmeldungen zuständig sind. In der Regel halten sie heute ihre Register elektronisch über das Internet zugänglich und pflegen die Inhalte so, dass sie aktuell sind. Einige Patentämter halten – historisch bedingt – verschiedene Datenbanken vor, während andere einen einheitlichen Zugang anbieten.
Mindestinhalt der amtlichen Register sind die bibliographischen Angaben zu einem Patent oder einer Anmeldung betreffend rechtsrelevante Zeitpunkte, Inhaber und rudimentäre Inhaltsangaben (etwa Klassifikation, Titel). Darüber hinaus können Rechtsstand, vollinhaltlicher Aktenzugang und auch Patentfamilieninformationen erhältlich sein.

#### Private Datenbanken
Es gibt private Datenbanken, die die Patentanmeldungen und Patente aus den amtlichen Datenbanken übernehmen und in eigene Bestände aufnehmen. Sie können hierbei auf die technischen Inhalte abstellen und diese mit anderen Quellen, die auch andere technische und wissenschaftliche Literatur als Patentliteratur enthalten können, vereinen. Auf diese Weise integrieren sie die Patentliteratur in den sonstigen Bestand technisch-wissenschaftlicher Literatur und machen ihn zugänglich. Für die Inhaber der Patente (bzw. Anmeldungen) ist diese Übernahme in private Register in der Regel kostenfrei.
In technisch ausgerichteten Datenbanken werden Formaldaten zu Patenten in der Regel nicht aktualisiert (etwa geänderter Inhaber, geänderter Status).

### Betrügerische Register
Es gibt auch Register, die einen amtlichen Anschein erwecken (etwa durch ähnlich aufgemachtes Briefpapier, ähnliche Logos) und deren Betreiber es Patentanmeldern und Inhabern per Briefpost anbieten, ihr Patent gegen Gebühr in einem solchen Register registrieren zu lassen. Oft wird der Anschein erweckt, dass Rechte verloren gingen, wenn nicht (kurzfristig) eine Gebühr für die Aufnahme eines Schutzrechts in das Register bezahlt wird. Im rechtlichen Sinne sind diese Register bedeutungslos. Faktisch bleiben ihre Inhalte sowohl auf den Gesamtbestand schauend als auch bezogen auf die einzelnen Rechte markant hinter den amtlich gepflegten Registern zurück, so dass sie faktisch meistens wertlos sind. Wenn für solche "Registrierungen" Rechnungen bezahlt werden, gibt es in der Regel keinen Gegenwert dafür.

### Abgrenzung: Veröffentlichung von Patenten und Anmeldungen dazu, Akteneinsicht
Im rechtlichen Sinne etwas anderes als der Zugang zu Registerinformationen ist die vollinhaltliche Veröffentlichung von Patenten und ihren Anmeldungen. Eine Rechtfertigung des Patentwesens liegt in einem do ut des: Der Inhaber bekommt ein zeitlich begrenztes Verbietungsrecht nicht alleine wegen eines Amortisationsgedankens betreffend die Entwicklungsarbeit, sondern auch nur als Gegenleistung dafür, dass er seine Erfindung veröffentlicht und so das allgemein verfügbare Wissen bereichert. Deshalb werden nicht nur Registerinformationen in Patentregistern veröffentlicht, sondern vollinhaltlich Patentanmeldungen und daraus hervorgehende Patente. Faktisch gehen die Veröffentlichung von Registerinformationen und von Patenten und ihren Anmeldungen aber regelmäßig Hand in Hand. Die nötigen Daten werden in gleichen Datenbeständen gehalten und sind oft miteinander verlinkt.
Neben der Veröffentlichung der Registerinformationen und der Patente und ihrer Anmeldungen Patentämter bieten viele Patentämter auch die Möglichkeit der vollinhaltlichen Einsicht in die Akten der einzelnen Rechte, so dass Dritte in Erfahrung bringen können, wie die Erteilungsgeschichte eines Patents war, wie dafür argumentiert wurde und ähnliches. Einige Patentämter (z. B. DPMA, EPA, USPTO) ermöglichen dies online als Einsicht in die digital vorhandenen Akten.

## Wirkung des Registereintrags
In den amtlichen Registern ist regelmäßig der Inhaber des jeweils angesprochenen Rechts angegeben. Dieser Eintrag hat regelmäßig die Wirkung, dass der angegebene Inhaber berechtigt ist, für die Anmeldung bzw. das Patent tätig zu werden, also z. B. das Patenterteilungsverfahren oder das Einspruchsverfahren zu führen, oder ein Patent in einem Verletzungsverfahren verwenden zu dürfen (Verfahrenslegitimation). (Natürliche oder juristische) Personen, die nicht als Inhaber eingetragen sind, sind nicht zur Teilnahme am Verfahren berechtigt. Allerdings können in vielen Systemen Gebührenzahlungen für Patente und ihre Anmeldungen von jedermann getätigt werden.
Der Eintrag einer Person im Register des deutschen und des europäischen Patentamts als Inhaber bewirkt nicht, dass diese tatsächlich Eigentümer des jeweils angesprochenen Rechts wäre (keine rechtskonstituierende Wirkung des Registereintrags). Der tatsächliche Eigentümer/Inhaber/Berechtigte kann ein anderer sein als der eingetragene Inhaber.

## Zeitpunkt des Registereintrags
In vielen Patentsystemen sind der Registereintrag und die Veröffentlichung einer Patentanmeldung miteinander gekoppelt. In vielen Systemen erfolgt die Veröffentlichung einer Patentanmeldung – und damit auch der Registereintrag – 18 Monate nach dem geltenden Zeitrang (Anmeldetag oder Prioritätsdatum). Das bedeutet, dass Patentanmeldungen eine Latenzzeit von eineinhalb Jahren haben, während derer sie systemisch bedingt bei Recherchen weder bibliographisch über formale Einträge noch inhaltlich suchend aufgefunden werden können.

## Änderungen des Registereintrags amtlicher Register
Einträgen in den amtlich geführten Registern können geändert werden, etwa um Fehler zu korrigieren oder Änderungen zu registrieren. Rechtsstandinformationen werden häufig amtlicherseits aktuell gehalten. Informationen betreffend Anmelder/Inhaber werden auf Antrag aktualisiert, ggf. gegen Gebühr.

## Register einiger Länder bzw. Regionen

### Deutschland
Das Deutsche Patent- und Markenamt (DPMA) hält Register- und weitere Datenbankinformationen vor.

#### Register des DPMA
Das rechtlich geforderte Patentregister findet sich bei register.dpma.de. Hier findet man die bibliografischen Daten der verschiedenen Patente und Anmeldungen und kann auch online Akteneinsicht nehmen.

#### DEPATIS
DEPATIS steht für "DEutsches PATentIinformationsSystem". Es vereinigt die Bestände vieler Patentämter und liefert deshalb auch Patentfamilieninformationen und erlaubt Abfragen auch zu Anmeldungen, die nicht beim DPMA anhängig sind. Es findet sich bei depatisnet.dpma.de.

#### Deutsches Patentblatt
Zur internetunabhängigen Dokumentation bieten das deutsche Patent- und Markenamt nach wie vor Registerinformationen elektronisch als periodisch downloadbare .pdfs an. Sie sind bei register.dpma.de/DPMAregister/blattdownload/pat angelinkt.

### Europa
Auch das Europäische Patentamt (EPA) bietet ein Register und weitgehende Datenbankinformationen an.

#### Register des EPA
Das rechtlich geforderte Register ist bei register.epo.org zugänglich. Hier findet man die bibliografischen Daten der verschiedenen europäischen Patentanmeldungen und kann auch online Akteneinsicht nehmen. Patentfamilien können abgefragt werden.

#### Espacenet
Espacenet bietet Zugang zu Patentdokumenten aus aller Welt. Es ist bei worldwide.espacenet.com. Patentfamilien können abgefragt werden. Es steht auch ein Übersetzungstool für bestimmte Sprachkombinationen zur Verfügung.

#### Inpadoc
Inpadoc ist die summarische Bezeichnung des Datenbestands des EPA, aus dem heraus z. B. dessen Register und Espacenet betrieben werden. Für Massen-Downloads kann auch direkt auf Inpadoc zugegriffen werden. Der Zugang ist bei www.epo.org/searching-for-patents/legal/inpadoc_de.html#tab1.

#### Europäisches Patentblatt
Zur internetunabhängigen Dokumentation bieten auch das EPA nach wie vor Registerinformationen elektronisch als periodisch downloadbare .pdfs an. Sie sind bei www.epo.org/searching-for-patents/legal/bulletin/download_de.html angelinkt.

### USA
Das USPTO (Untied States Patent and Trademark Office) stellt den Zugang zu seinen Datenbeständen über patft.uspto.gov/ zur Verfügung.

### Japan
Das JPO (Japanese Patent Office) bietet den Zugang zu seinen Beständen bei www.j-platpat.inpit.go.jp/web/all/top/BTmTopEnglishPage an. Ein Übersetzungstool vom Japanischen ins Englische steht zur Verfügung.

## Markenregister, Designregister
Ähnliche Interessenlagen und Notwendigkeiten wie für Patente gelten für andere Schutzrechtsarten, namentlich für Marken und Designs (früher "Geschmacksmuster") Erwägung. Auch für diese Schutzrechte erden Register vorgehalten und gepflegt:
- für deutsche Marken: register.dpma.de/DPMAregister/marke/uebersicht
- für EU-Marken: www.tmdn.org/tmview/welcome
- für deutsche Designs: register.dpma.de/DPMAregister/gsm/uebersicht
- für EU-Designs: www.tmdn.org/tmdsview-web/welcome